# Балатум
Балатум или винил, е вид полимерна подова настилка. Обикновено се продава на големи рула, плочки или ивици. Може да има или да няма текстилна основа, която омекотява и изолира. Идва в голямо разнообразие на цветове и декори. Някои от тях имитират дървен под или керамични плочки. Предпочитан е за мокри помещения като кухня и баня, но може да се използва и в други стаи. Балатумът се залепя за пода, който трябва да е добре почистен.